# Karl-Heinz Frischke
Karl-Heinz Frischke (25 de Novembro de 1912 - 6 de Maio de 1945) foi um comandante de U-Boot que serviu na Kriegsmarine durante a Segunda Guerra Mundial.